# Roman Kreuziger (Radsportler, 1986)
Roman Kreuziger (* 6. Mai 1986 in Moravská Třebová) ist ein ehemaliger tschechischer Radrennfahrer und späterer Sportlicher Leiter.

## Karriere
Kreuziger gewann 2004 die tschechischen Meistertitel der Junioren im Einzelzeitfahren und im Straßenrennen. Bei den Weltmeisterschaften 2004 in Verona gewann er das Straßenrennen und wurde Zweiter im Einzelzeitfahren. 2005 gewann er eine Etappe beim U23-Etappenrennen Giro delle Regioni.
Von 2006 bis 2010 fuhr Kreuziger beim italienischen UCI ProTeam Liquigas-Bianchi. Er gewann im Jahr 2008 die achte Etappe der Tour de Suisse, ein Bergzeitfahren von Altdorf zum Klausenpass, was ihm den Weg zum Gesamtsieg ebnete. In der Gesamtwertung der Tour de France 2009 und 2010 belegte er jeweils den achten Rang.
Beim Giro d’Italia 2011 konnte er für Astana die Nachwuchswertung für sich entscheiden und wurde Gesamtfünfter. Beim Giro d’Italia 2012 gewann er eine Bergetappe. 2013 siegte er – mittlerweile bei Tinkoff – beim Frühjahrsklassiker Amstel Gold Race nach einer Solofahrt. Im selben Jahr erreichte er als Fünfter der Tour de France seine bis dahin beste Platzierung bei einer Grand Tour. Im Jahr 2016 wurde Kreuziger tschechischer Meister im Straßenrennen und bei der anschließenden Tour de France Gesamtzehnter. Beim bergigen Eintagesrennen Pro Ötztaler 5500 gewann 2017 er als Solist die Erstaustragung.
Nach Ablauf der Saison 2021 beendete Kreuziger seiner Laufbahn als Aktiver und wurde Sportlicher Leiter bei Bahrain Victorious.

## Dopingverdacht
Wegen auffälliger Werte in seinem Biologischer Pass in den Jahren 2011 und 2012 wurde 2014 durch den Weltradsportverband UCI ein Dopingverfahren gegen Kreuziger eröffnet. Nachdem sein Radsportteam Tinkoff-Saxo ihn hierauf vom Aufgebot für die Tour de France strich, wurde Kreuziger durch die UCI suspendiert, so dass es auch auf den geplanten Start bei der Polen-Rundfahrt verzichten musste. Gegen diese Suspendierung legte Kreuziger vor dem Court of Arbitration for Sport (CAS) Beschwerde ein, um bei der Vuelta a España 2014 starten zu können. Der CAS wies den Antrag jedoch am 20. August 2014 zurück. Im September 2014 wurde er von einem Schiedsgericht des Gremiums des Olympischen Komitees Tschechiens (COC) freigesprochen. Die von der UCI vorgelegten Beweise, so das Gremium, würden eine Sperre nicht rechtfertigen.
Im Zuge der Dopingermittlungen der Staatsanwaltschaft von Padua geriet er Ende 2014 in den Verdacht, Kunde des umstrittenen Sportmediziners Michele Ferrari gewesen zu sein.

## Familie
Sein gleichnamiger Vater gewann als Junior die Cyclocross-Weltmeisterschaft im Jahr 1983. Roman Kreuziger selbst gewann die Silbermedaille der Junioren bei der Weltmeisterschaft 2004.

## Erfolge

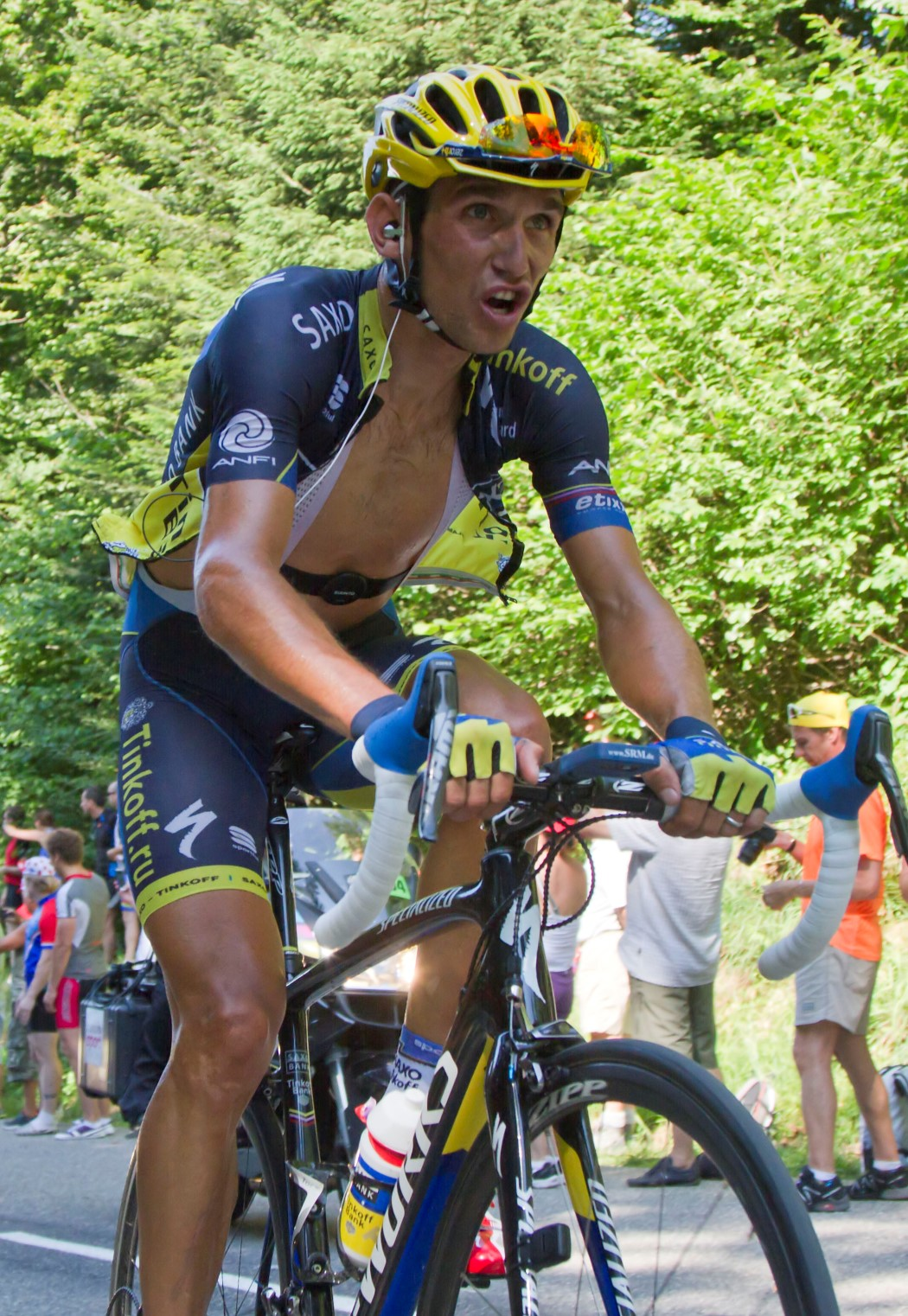
Roman Kreuziger bei der Tour de France 2013

2004
- Tschechischer Meister – Straßenrennen (Junioren)
- Tschechischer Meister – Einzelzeitfahren (Junioren)
- Weltmeister – Straßenrennen (Junioren)

2005
- eine Etappe Giro delle Regioni

2007
- eine Etappe Settimana Ciclistica Lombarda

2008
- Gesamtwertung und eine Etappe Tour de Suisse

2009
- Gesamtwertung und eine Etappe Tour de Romandie

2010
- Gesamtwertung und eine Etappe Giro di Sardegna

2011
- eine Etappe Giro del Trentino
- Nachwuchswertung Giro d’Italia

2012
- eine Etappe Giro d’Italia

2013
- Amstel Gold Race

2015
- eine Etappe USA Pro Challenge

2016
- Tschechischer Meister – Straßenrennen

2017
- Pro Ötztaler 5500

## Grand Tour-Platzierungen
| Grand Tour            | 2007 | 2008 | 2009 | 2010 | 2011 | 2012 | 2013 | 2014 | 2015 | 2016 | 2017 | 2018 | 2019 | 2020 | 2021 |
| --------------------- | ---- | ---- | ---- | ---- | ---- | ---- | ---- | ---- | ---- | ---- | ---- | ---- | ---- | ---- | ---- |
| Giro d’ItaliaGiro     | –    | –    | –    | –    | 5    | 15   | –    | –    | 28   | –    | –    | 55   | –    | –    | –    |
| Tour de FranceTour    | –    | 12   | 8    | 8    | 112  | –    | 5    | –    | 17   | 10   | 24   | –    | 16   | 109  | –    |
| Vuelta a EspañaVuelta | 21   | –    | 61   | 28   | –    | –    | –    | –    | –    | –    | –    | –    | –    | –    | –    |

## Ehrungen
Kreuziger wurde 2004, 2008, 2009, 2013 und 2018 Gewinner der jährlichen Umfrage zum Král cyklistiky (Radsportkönig) des tschechischen Radsportverbandes Československý svaz cyklistiky.